# Украинско-эфиопские отношения
Украинско-эфиопские отношения — двусторонние дипломатические отношения между Украиной и Эфиопией в области международной политики, экономики, культуры, науки.

## История дипломатических отношений
Первой попыткой установления украинского-эфиопских дипломатических отношений было назначение Правительством Украинской Народной Республики в изгнании в июне 1925 года Евгения Бачинского своим официальным представителем при Правительстве Эфиопской империи в Аддис-Абебе, но он не приступил к исполнению обязанностей. В 1966-80 годах ведущим хирургом Вооруженных сил Эфиопской империи и консультантом императора Хайле Селассие и его семьи был бывший врач Дружин украинских националистов Степан Зощук.
Федеративная Демократическая Республика Эфиопия признала независимость Украины 2 января 1992 года. Дипломатические отношения между Украиной и Эфиопией установлены 1 апреля 1993 года.
Протокол об установлении дипломатических отношений между Украиной и Эфиопией от 01.04.1993.
Дипломатическая миссия Украины в Эфиопии — посольство Украины в Федеративной Демократической Республике Эфиопия — было открыто в 2005 году и находится в столице и крупнейшем городе-регионе Эфиопии Аддис-Абеба. Зона ответственности — Республика Уганда, Республика Джибути, Республика Сейшельские Острова.
Задача посольства Украины в Аддис-Абебе заключается в представлении интересов Украины и содействии развитию политических, экономических, культурных, научных и других связей, а также в защите прав и интересов граждан и юридических лиц Украины, которые находятся на территории Эфиопии. Посольство способствует развитию межгосударственных отношений между Украиной и Эфиопией на всех уровнях с целью обеспечения гармоничного развития взаимных отношений, а также сотрудничества по вопросам, представляющим взаимный интерес.
Послами Украины в Федеративной Демократической Республике Эфиопия были:
- Рыбак Алексей Николаевич (2000—2004)
- Демьяненко Владислав Алексеевич (2005—2009)
- Буравченков Александр Владимирович (с 2009 и до настоящего времени)[5]

Эфиопия до сегодняшнего дня не имеет дипломатического или консульского представительства на Украине. Интересы Эфиопии на Украине представляет по совместительству посол Эфиопии в Российской Федерации Касахун Дендер.

## Торгово-экономическое сотрудничество
На сегодня наиболее активно и наиболее перспективное сотрудничество между Украиной и Эфиопией имеет место в военной сфере, поскольку на вооружении эфиопской армии остается оружие советского производства, которое нуждается в ремонте и модернизации, которые зачастую проводятся украинскими фирмами.
В 2000 году ГК «Укрспецэкспорт» для вооружённых сил Эфиопии были проданы три станции радиотехнической разведки «Кольчуга-М».
В начале июня 2011 года ГК «Укрспецэкспорт» был заключён контракт на поставку 200 танков Т-72УА (стоимость контракта составила свыше 100 млн. долларов США). В течение 2011 года Эфиопии были поставлены первые 72 танка, в 2012 году — ещё 99 танков, в период с начала января до ноября 2013 года — ещё 16 танков, оставшиеся танки были поставлены до конца 2013 года. По информации «Укрспецэкспорт», этот контракт вошел в число восьми крупнейших контрактов на поставку военной техники из заключенных Украиной за 1996—2011 годы.
В 2014 году Украина продала Эфиопии ещё 11 танков Т-72, в 2015 году — ещё 4 танка Т-72.

## Гуманитарное сотрудничество
18 ноября 2008 года было принято решение о предоставлении гуманитарной помощи Эфиопии, объём и порядок выделения которой были утверждены 28 января 2009 года постановлением Кабинета министров Украины. В результате, в 2009 году Украина впервые стала донором Всемирной продовольственной программы ООН, передав Эфиопии 1000 тонн пшеницы общей стоимостью 580 тысяч долларов для обеспечения питанием около 5 миллионов голодающих в Эфиопии.
Выступая на церемонии, представитель ВПП в Эфиопии подчеркнул, что гуманитарная помощь Украины стала очень своевременной в условиях, когда над населением страны нависла угроза голода, вызванного засухой, высокой ценой на продукты питания и финансово-экономическим кризисом, а ВПП имеет серьезную нехватку ресурсов и средств. Представитель ВПП также выразил надежду, что данная акция станет залогом долгого и плодотворного сотрудничества.